# Бей Шор
Бей Шор (на английски: Bay Shore) е селище в окръг Съфолк, щат Ню Йорк, Съединени американски щати. Намира се на остров Лонг Айлънд, на 60 km източно от центъра на град Ню Йорк. Населението му е 26 337 души (по данни от 2010 г.).
В Бей Шор умира писателят Марио Пузо (1920 – 1999).